# Dankunku Island
Dankunku Island (auch Sea Horse Island) ist eine Binneninsel des Gambia-Flusses im westafrikanischen Staat Gambia.

## Geographie
Die ungefähr fünf Kilometer lange, aber nur maximal 490 Meter breite unbewohnte Insel liegt rund 178 Fluss-Kilometer flussaufwärts von Banjul entfernt. Der Gambia verengt sich hier auf eine Breite von etwa 590 Meter und hat hier eine Tiefe von neun Meter. Hinter der Insel befindet sich ein ungefähr 80 Meter schmaler Kanal.